# 뮌헨 U반
뮌헨 U반(독일어: U-Bahn München), 또는 뮌헨 지하철은 독일 뮌헨의 도시 철도 시스템이다. 뮌헨공공교통회사(Münchner Verkehrsgesellschaft; MVG)에서 운영하며, 뮌헨의 S반과 연결되어 있다.

## 노선

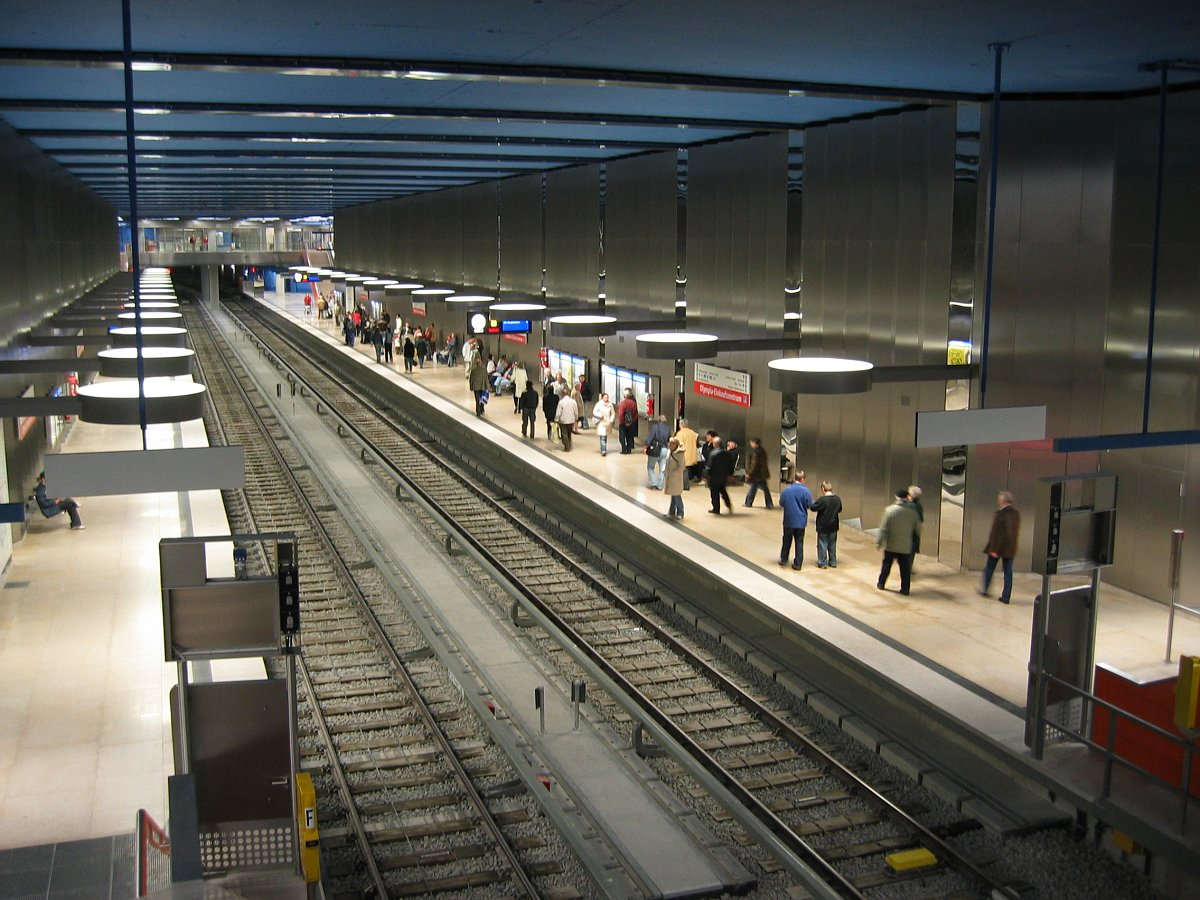
올림피아-아인카우프스첸트룸 역

뮌헨 U반은 6개의 노선으로 이루어져 있다. U7은 전 구간이 다른 노선과 병행하는 노선으로 독자적인 구간이 없다.
| U1 | 올림피아-아인카우프스첸트룸(Olympia-Einkaufszentrum) - 뮌헨 중앙역(München Hauptbahnhof) - 망팔플라츠(Mangfallplatz)       |
| U2 | 펠트모힝Feldmoching - 뮌헨 중앙역(München Hauptbahnhof) - 메세슈타트-오스트(Messestadt-Ost)                                |
| U3 | 모자흐(Moosach - 마리엔플라츠(Marienplatz) - 퓌르슈텐리트 베스트(Fürstenried West)                                         |
| U4 | 베스텐트슈트라세(Westendstraße) - 뮌헨 중앙역(München Hauptbahnhof) - 아라벨라파크(Arabellapark)                           |
| U5 | 라이메어 플라츠(Laimer Platz) - 뮌헨 중앙역(München Hauptbahnhof) - 노이페어라흐 쉬트(Neuperlach Süd)                      |
| U6 | 가르힝-포어슝스첸트룸(Garching-Forschungszentrum) - 마리엔플라츠(Marienplatz) - 클리니쿰 그로스하데른(Klinikum Großhadern) |
| U7 | 베스트프리트호프(Westfriedhof - 뮌헨 중앙역(München Hauptbahnhof) - 노이페어라흐 첸트룸(Neuperlach Zentrum)                |

뮌헨 U반의 열차는 80km/h의 속도로 운행하여 독일의 U-반 노선 중 가장 빠르다. 12월 31일을 제외하고는 야간(오전 1시-4시)에 운행하지 않는다. 열차는 피크 타임에는 5분, 그 외에는 10분 간격으로 운행하며 자정 이후에는 20분 간격으로 운행한다.
U5와 U6을 제외한 노선은 모두 지하로 운행한다. U5는 남쪽 종착역인 노이페어라흐 쉬트(Neuperlach Süd) 부근, U6은 북쪽의 슈투덴텐슈타트(Studentenstadt) 이북 구간이 지상 구간이다.
뮌헨의 노선들은 3개의 가족 노선으로 분류할 수 있다. 하나의 가족 노선은 2개의 노선으로 이루어져 있으며, 시내 중심부에서는 선로를 공유한다. 공유 구간에서는 일정 간격으로 규칙적으로 운행한다.
대부분의 역은 2면 1선의 섬식 승강장을 가지고 있다. 상대식 승강장을 가진 역은 올림피아-아인카우프스첸트룸(Olympia-Einkaufszentrum, U1), 리하르트-슈트라우스-슈트라세(Richard-Strauss-Straße, U4), 노이페어라흐 쉬트(Neuperlach Süd, U5), 가르힝-호흐브뤼크(Garching-Hochbrück, U6), 노르트프리트호프(Nordfriedhof, U6) 뿐이다. 샤이트플라츠(Scheidplatz, U2/U3) 역과 인스브루크 링(Innsbrucker Ring, U2/U5) 역에서는 평면환승이 가능하다.

## 차량

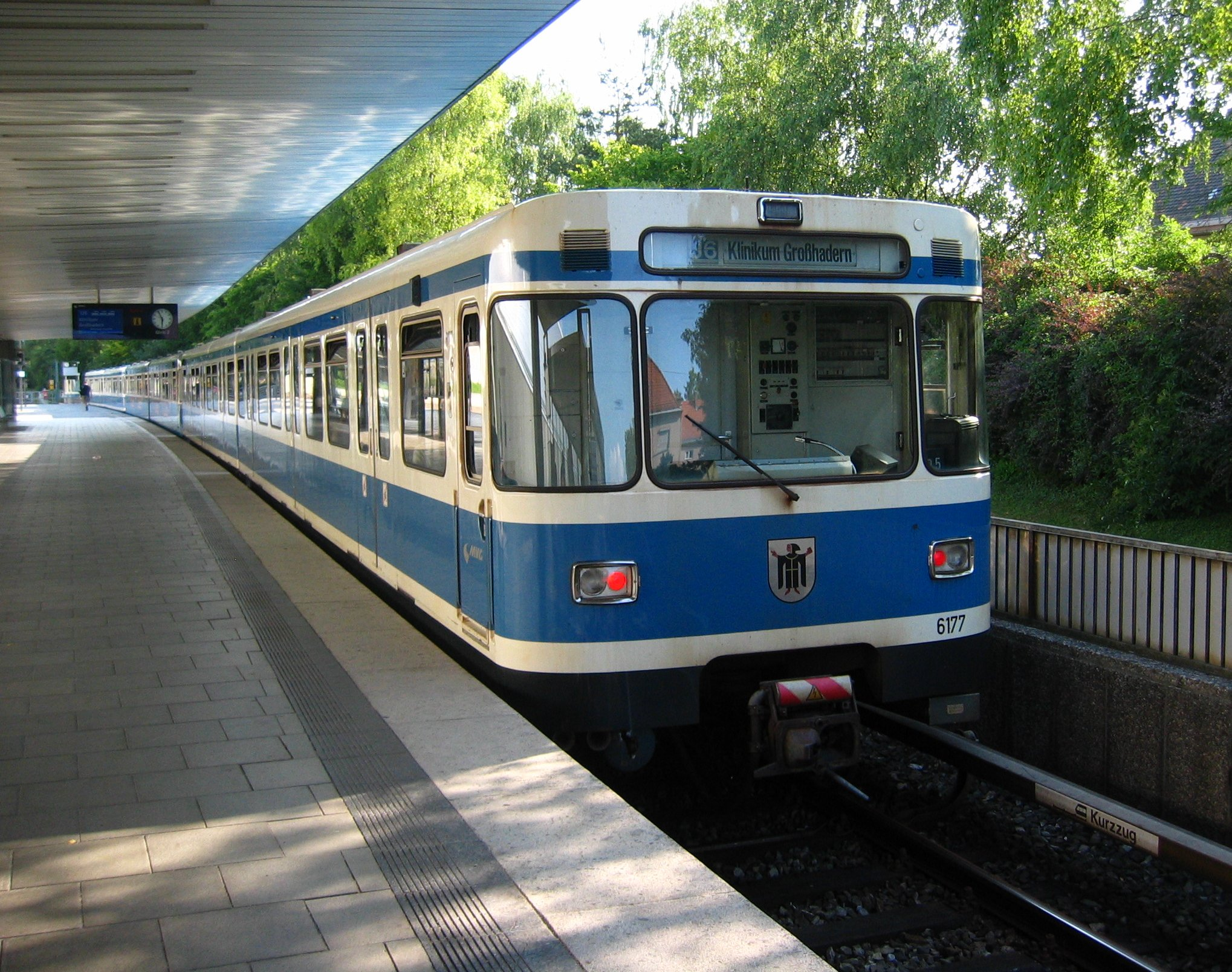
클래스 A

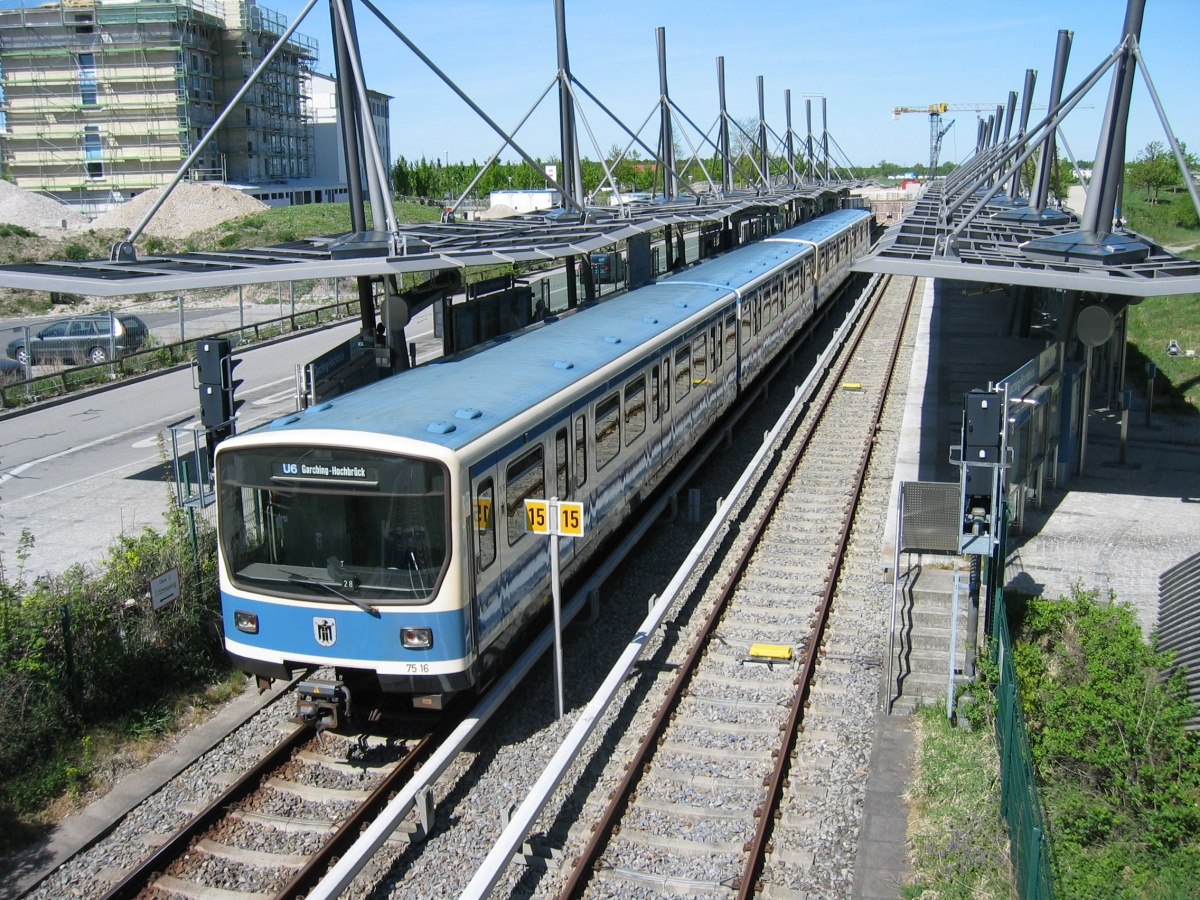
클래스 B

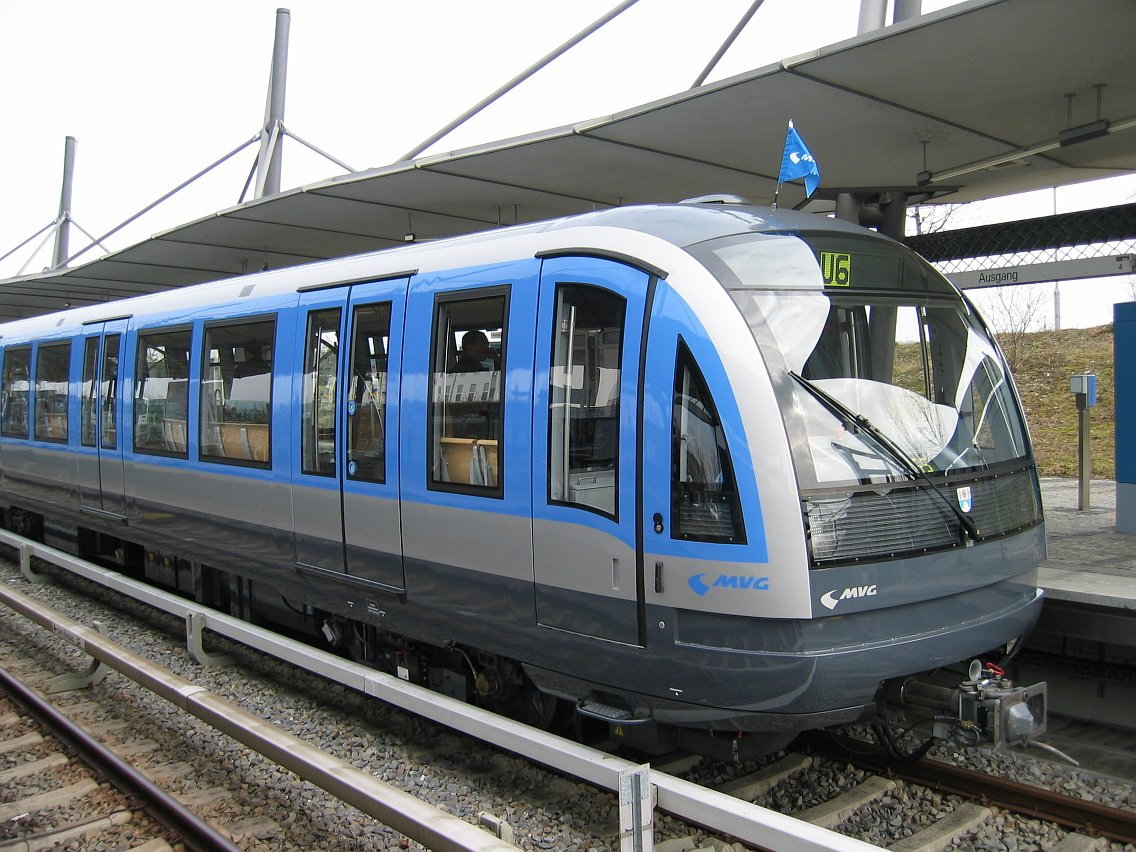
클래스 C

뮌헨 U반에는 3가지 종류의 차량이 운행하고 있다. 차량은 모든 노선에서 공유하며 550편성 이상 존재한다.
클래스 A(Class A) 차량은 1967년부터 1983년까지 제작되었으며, 2량 1편성의 열차를 평상시에 2개 붙여서 운행한다. 2량 1편성 열차는 길이 37.15m, 높이 3.55m, 폭 2.90m로, 각 편성당 한 쪽에 6개의 문이 있고 98개의 좌석과 192명의 입석 공간이 있다.
클래스 B(Class B) 차량은 1981년부터 1984년까지 제작되었다. 클래스 A 차량과 크기는 같지만 디자인이 다르며, 직류 모터 대신에 교류 모터를 채용하였고, 출입문 작동 방식도 다르다.
클래스 C(Class C) 차량은 클래스 A 차량을 대체하기 위해 1990년대 후반부터 계획되어, 2002년 이후 도입되었다. 6량 1편성으로 이루어져 있고 차량 간 이동이 가능하다.

## 같이 보기
- 뮌헨 S반
- 지하철 목록